# Pawieł Pawlenko
Pawieł Pawłowicz Pawlenko (ros. Павел Павлович Павленко, ur. 7 września?/20 września 1902 w Kijowie, zm. 9 marca 1993 w Moskwie) – radziecki aktor filmowy. Zasłużony Artysta RFSRR (1954).

## Wybrana filmografia
- 1952: Rewizor
- 1953: Okręty szturmują bastiony jako Car Paweł I
- 1960: Przerwany urlop
- 1963: Ciotki na rowerach
- 1964: Królestwo krzywych zwierciadeł jako  minister
- 1964: Dziadek Mróz jako ojciec Nastieńki
- 1968: Złote cielę jako Funt
- 1968: Ogień, woda i miedziane trąby jako Wodnik
- 1968: Bracia Karamazow jako Zosima
- 1977: 12 krzeseł